# Elena Satine

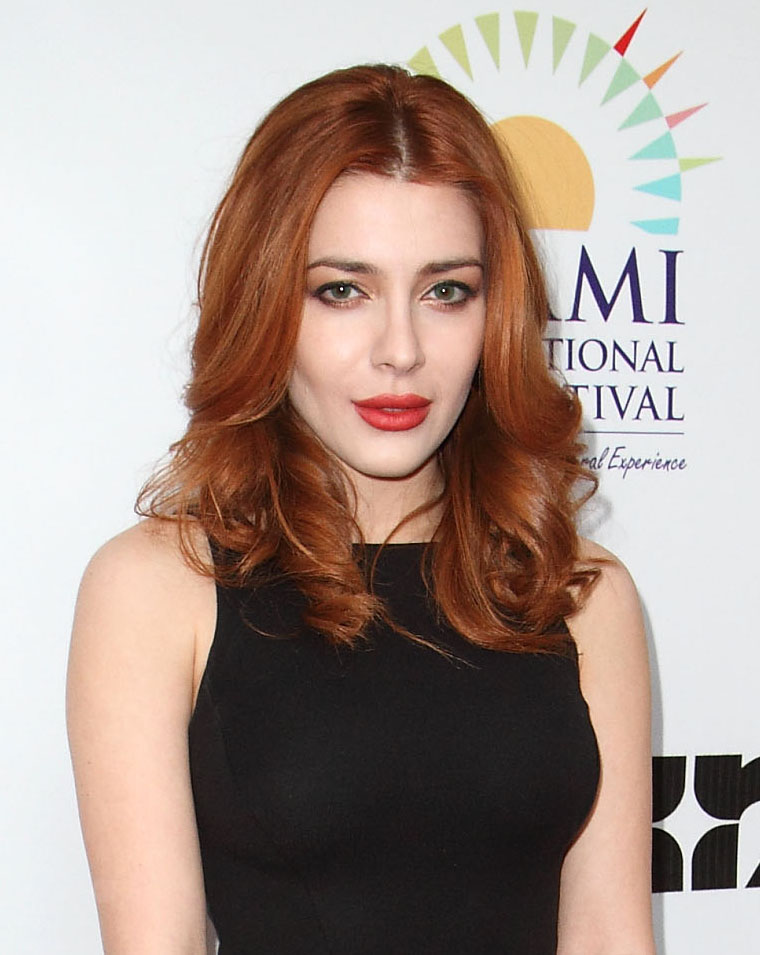
Elena Satine (2015)

Elena „Ella“ Marié Satine-Skhirtladze (georgisch ელენა სატინი-სხირტლაძე; * 24. November 1987 in Tiflis, GSSR, Sowjetunion) ist eine georgisch-US-amerikanische Schauspielerin, Sängerin, Songwriterin und Pianistin.

## Leben
Satine ist die Tochter einer Opernsängerin und eines Arbeiters einer Textilfabrik. Als sie fünf Jahre alt war, zog die Familie nach Sotschi in Russland. Dort schloss sie sich dem Kinder-Ensemble der Nergebi an. Es folgte eine Tour durch Osteuropa. Mit neun Jahren wurde sie zum jüngsten Headliner des Filmfestivals Kinotawr. 1998 begleitete sie ihre Mutter auf eine Geschäftsreise in die USA. Dort nahm sie heimlich an einem Vorsprechen für die Professional Performing Arts School in Manhattan teil und erhielt noch am selben Tag die Zusage für einen Schulbesuch. Sie konnte ihre Eltern davon überzeugen diese Schule zu besuchen und schloss sie mit 16 Jahren ab. Anschließend studierte sie an der Tschechow-Kunsttheater Moskau.
Ersten Nebenrollen in verschiedenen Filmen im Jahr 2007 folgten ab 2008 Besetzungen in einzelnen Episoden verschiedener Fernsehserien. Von 2012 bis 2013 verkörperte sie die Rolle der Judi Silver in der Fernsehserie Magic City. Von 2014 bis 2015 war sie in insgesamt 22 Episoden der Fernsehserie Revenge in der Rolle Louise Ellis der zu sehen.
Seit dem 31. Dezember 2013 ist sie mit dem Musiker und Schauspieler Tyson Ritter verheiratet. 2020 bekam das Paar einen Sohn.

## Filmografie

### Schauspiel
- 2007: Ripple Effect
- 2007: Holier Than Thou (Kurzfilm)
- 2008: Bar Starz
- 2008: Gemini Division (Fernsehserie, Episode 1x29)
- 2008: Cold Case – Kein Opfer ist je vergessen (Cold Case) (Fernsehserie, Episode 6x08)
- 2009: Don't Look Up
- 2009: Melrose Place (Fernsehserie, Episode 1x04)
- 2009: The Harsh Life of Veronica Lambert
- 2009: Adventures in Online Dating (Kurzfilm)
- 2010: Mord im Orient-Express (Agatha Christie’s Poirot; Fernsehserie, Episode 12x03, Murder on the Orient Express)
- 2010: Smallville (Fernsehserie, Episode 10x09)
- 2010: Kelly Brook's Cameltoe Shows (Kurzfilm)
- 2011: Navy CIS (Fernsehserie, Episode 8x15)
- 2012–2013: Magic City (Fernsehserie, 16 Episoden)
- 2013: The Sixth Gun (Fernsehfilm)
- 2014: Marvel’s Agents of S.H.I.E.L.D. (Fernsehserie, 2 Episoden)
- 2014: Matador (Fernsehserie, 3 Episoden)
- 2014: HitRECord on TV (Fernsehserie, Episode 2x04)
- 2014–2015: Revenge (Fernsehserie, 22 Episoden)
- 2015: Zipper
- 2015: The Pinhole Affect (Kurzfilm)
- 2015: A Beautiful Now
- 2016: Outlaw
- 2016: Timeless (Fernsehserie, Episode 1x03)
- 2017: Picture Wheel (Kurzfilm)
- 2017: 24: Legacy (Fernsehserie, Episode 1x09)
- 2017: Twin Peaks (Fernsehserie, 2 Episoden)
- 2017–2019: The Gifted (Fernsehserie, 29 Episoden)
- 2018: Strange Angel (Fernsehserie, 4 Episoden)
- 2021: Payback
- 2021: Cowboy Bebop (Fernsehserie, 10 Episoden)

### Synchronisation
- 2009: Spartacus: Blood and Sand – Motion Comic (Zeichentrickserie, Episode 1x01)